# L’Île-Saint-Denis
L’Île-Saint-Denis település Franciaországban, Seine-Saint-Denis megyében. Lakosainak száma 8682 fő (2022. január 1.). L’Île-Saint-Denis Asnières-sur-Seine, Gennevilliers, Villeneuve-la-Garenne, Argenteuil, Épinay-sur-Seine, Saint-Ouen-sur-Seine és Saint-Denis községekkel határos.

## Népesség
A település népességének változása:
| Lakosok száma | 6982 | 7539 | 7821 | 7981 | 8012 | 8288 | 8646 | 8664 | 8682 |
|               | 2013 | 2015 | 2016 | 2017 | 2018 | 2019 | 2020 | 2021 | 2022 |